# The Base (Film)
The Base (deutsch: Die Basis, der Stützpunkt) ist ein US-amerikanischer Spielfilm aus dem Jahr 1999. Der Film wurde direkt für den Video- und DVD-Markt produziert und kam am 1. Juni 1999 auf den Markt.

## Handlung
John Murphy, Major der US-Armee erhält den Auftrag, mit einem Einsatztrupp in einer Geheimmission den Drogenboss Santos in Mexiko aufzuspüren und in die USA zu überführen. Doch Santos wurde gewarnt. Der Einsatz misslingt und Murphy überlebt als Einziger. Er ahnt, dass es sich um eine Verschwörung innerhalb der Army handelt und schleust sich in ein Armee-Camp ein, wo er sich Aufschluss über die Hintermänner der Verschwörung erhofft. Doch diese Hintermänner bemerken, dass er ihnen auf der Spur ist und schrecken vor nichts zurück.

## Fortsetzung
Im Jahr 2000 wurde die Fortsetzung The Base II – Das Todestribunal produziert. Mark L. Lester übernahm erneut die Regie, die Hauptrolle übernahm Antonio Sabato Jr. Der Film wurde für das Fernsehen produziert.

## Kritik
„Ein Vehikel für die Kampfkünste des eher hölzern agierenden Mark Dacascos. Mehr ist nicht drin. Fazit: Krude Klopperei ohne jede Basis“